# Socha Stalina (Budapešť)

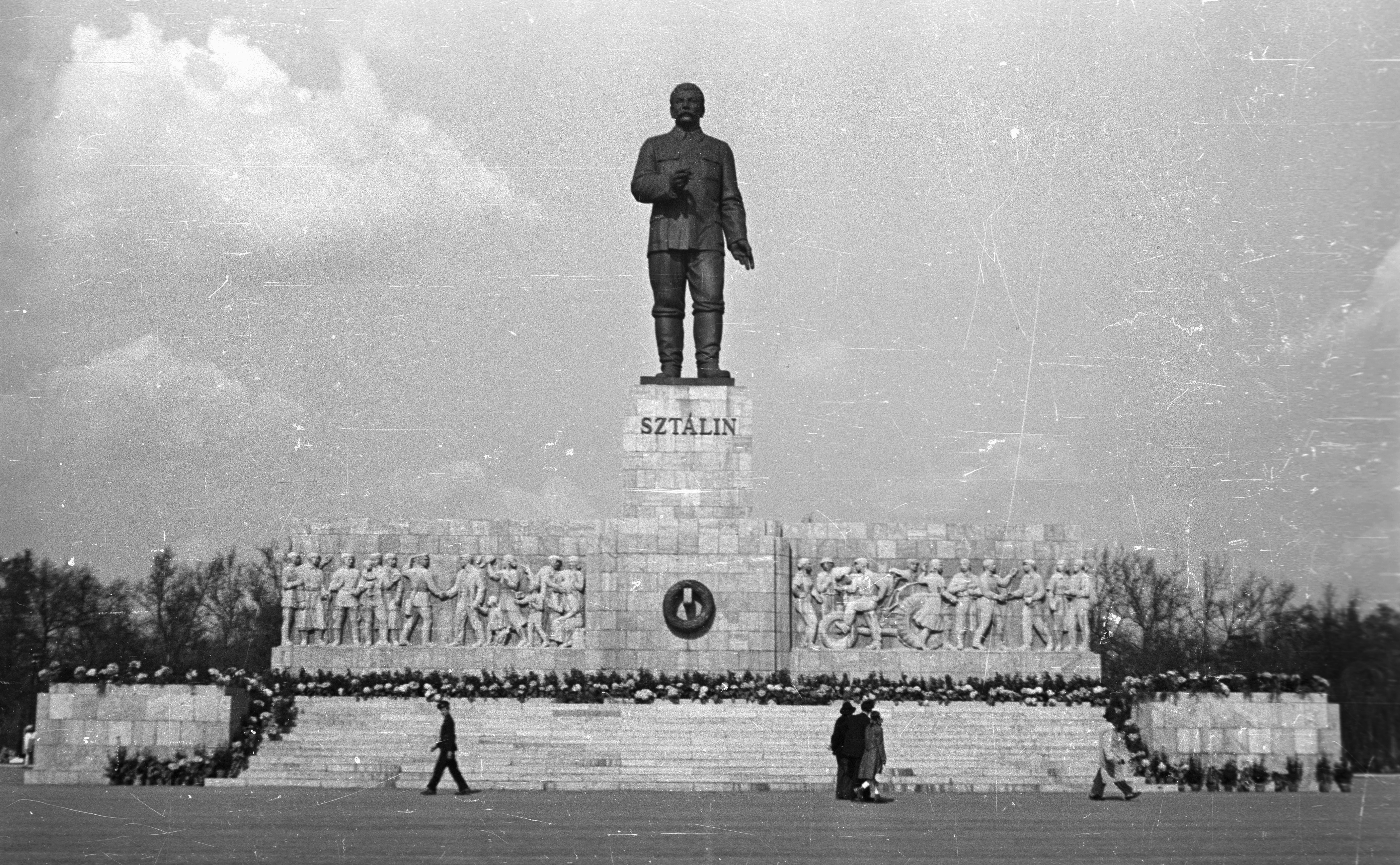
Socha v roce 1953.

Socha Stalina (maďarsky Sztálin-szobor) se nacházela v hlavním městě Maďarska, Budapešti. Stála na náměstí Felvonulási tér (náměstí přehlídek, dnes Ötvenhatosok tere – náměstí roku 1956) a měla výšku 25 metrů (bez podstavce 8 metrů), odlita byla z bronzu. Autorem sochy byl Sándor Mikus.
Rozhodnutí o zbudování Stalinovy sochy v maďarské metropoli padlo v roce 1949. Socha byla vztyčena v prosinci 1951 jako dar maďarského lidu Josifu Stalinovi při příležitosti jeho 70. narozeni, které oslavil v roce 1948. Socha byla stržena na počátku maďarského povstání v roce 1956. Po stržení zde zůstaly pouze Stalinovy boty, které jsou dnes součástí parku soch, tzv. Memento Parku. V případě parku soch se ale jedná o repliku torza původního památníku, původní boty se do současnosti nedochovaly.